# Hành Sơn (huyện)
Hành Sơn (chữ Hán giản thể: 衡山县, Hán Việt: Hành Sơn huyện) là một huyện thuộc địa cấp thị Hành Dương, tỉnh Hồ Nam, Cộng hòa Nhân dân Trung Hoa. Hành Sơn nằm ở rìa phía đông của trung bộ tỉnh Hồ Nam. Tại huyện này có Hành Sơn thuộc Ngũ Nhạc nên huyện được tên là huyện Hành Sơn. Huyện này có diện tích 934 km², dân số năm 2004 là 411.102 người, GDP năm 2004 là 2,791 tỷ nhân dân tệ. Huyện lỵ đóng tại trấn Khai Vân.

## Khí hậu
| Dữ liệu khí hậu của Hành Sơn (1991–2020 normals, extremes 1981–2010) | Dữ liệu khí hậu của Hành Sơn (1991–2020 normals, extremes 1981–2010) | Dữ liệu khí hậu của Hành Sơn (1991–2020 normals, extremes 1981–2010) | Dữ liệu khí hậu của Hành Sơn (1991–2020 normals, extremes 1981–2010) | Dữ liệu khí hậu của Hành Sơn (1991–2020 normals, extremes 1981–2010) | Dữ liệu khí hậu của Hành Sơn (1991–2020 normals, extremes 1981–2010) | Dữ liệu khí hậu của Hành Sơn (1991–2020 normals, extremes 1981–2010) | Dữ liệu khí hậu của Hành Sơn (1991–2020 normals, extremes 1981–2010) | Dữ liệu khí hậu của Hành Sơn (1991–2020 normals, extremes 1981–2010) | Dữ liệu khí hậu của Hành Sơn (1991–2020 normals, extremes 1981–2010) | Dữ liệu khí hậu của Hành Sơn (1991–2020 normals, extremes 1981–2010) | Dữ liệu khí hậu của Hành Sơn (1991–2020 normals, extremes 1981–2010) | Dữ liệu khí hậu của Hành Sơn (1991–2020 normals, extremes 1981–2010) | Dữ liệu khí hậu của Hành Sơn (1991–2020 normals, extremes 1981–2010) |
| Tháng                                                                | 1                                                                    | 2                                                                    | 3                                                                    | 4                                                                    | 5                                                                    | 6                                                                    | 7                                                                    | 8                                                                    | 9                                                                    | 10                                                                   | 11                                                                   | 12                                                                   | Năm                                                                  |
| -------------------------------------------------------------------- | -------------------------------------------------------------------- | -------------------------------------------------------------------- | -------------------------------------------------------------------- | -------------------------------------------------------------------- | -------------------------------------------------------------------- | -------------------------------------------------------------------- | -------------------------------------------------------------------- | -------------------------------------------------------------------- | -------------------------------------------------------------------- | -------------------------------------------------------------------- | -------------------------------------------------------------------- | -------------------------------------------------------------------- | -------------------------------------------------------------------- |
| Cao kỉ lục °C (°F)                                                   | 26.6 (79.9)                                                          | 30.8 (87.4)                                                          | 35.5 (95.9)                                                          | 36.1 (97.0)                                                          | 37.4 (99.3)                                                          | 38.2 (100.8)                                                         | 39.9 (103.8)                                                         | 41.2 (106.2)                                                         | 38.6 (101.5)                                                         | 35.2 (95.4)                                                          | 32.0 (89.6)                                                          | 25.0 (77.0)                                                          | 41.2 (106.2)                                                         |
| Trung bình ngày tối đa °C (°F)                                       | 9.4 (48.9)                                                           | 12.3 (54.1)                                                          | 16.4 (61.5)                                                          | 23.1 (73.6)                                                          | 27.9 (82.2)                                                          | 31.0 (87.8)                                                          | 34.6 (94.3)                                                          | 33.8 (92.8)                                                          | 29.8 (85.6)                                                          | 24.4 (75.9)                                                          | 18.5 (65.3)                                                          | 12.4 (54.3)                                                          | 22.8 (73.0)                                                          |
| Trung bình ngày °C (°F)                                              | 5.9 (42.6)                                                           | 8.4 (47.1)                                                           | 12.2 (54.0)                                                          | 18.4 (65.1)                                                          | 23.1 (73.6)                                                          | 26.7 (80.1)                                                          | 29.9 (85.8)                                                          | 29.0 (84.2)                                                          | 25.0 (77.0)                                                          | 19.6 (67.3)                                                          | 13.8 (56.8)                                                          | 8.1 (46.6)                                                           | 18.3 (65.0)                                                          |
| Tối thiểu trung bình ngày °C (°F)                                    | 3.5 (38.3)                                                           | 5.8 (42.4)                                                           | 9.4 (48.9)                                                           | 15.1 (59.2)                                                          | 19.7 (67.5)                                                          | 23.5 (74.3)                                                          | 26.3 (79.3)                                                          | 25.6 (78.1)                                                          | 21.6 (70.9)                                                          | 16.3 (61.3)                                                          | 10.6 (51.1)                                                          | 5.3 (41.5)                                                           | 15.2 (59.4)                                                          |
| Thấp kỉ lục °C (°F)                                                  | −4.7 (23.5)                                                          | −7.7 (18.1)                                                          | −1.0 (30.2)                                                          | 3.1 (37.6)                                                           | 10.4 (50.7)                                                          | 12.8 (55.0)                                                          | 18.5 (65.3)                                                          | 18.3 (64.9)                                                          | 12.7 (54.9)                                                          | 3.6 (38.5)                                                           | −1.1 (30.0)                                                          | −9.8 (14.4)                                                          | −9.8 (14.4)                                                          |
| Lượng Giáng thủy trung bình mm (inches)                              | 77.3 (3.04)                                                          | 83.3 (3.28)                                                          | 164.1 (6.46)                                                         | 163.2 (6.43)                                                         | 213.7 (8.41)                                                         | 207.9 (8.19)                                                         | 133.3 (5.25)                                                         | 105.2 (4.14)                                                         | 70.4 (2.77)                                                          | 59.7 (2.35)                                                          | 80.6 (3.17)                                                          | 60.3 (2.37)                                                          | 1.419 (55.86)                                                        |
| Số ngày giáng thủy trung bình (≥ 0.1 mm)                             | 14.6                                                                 | 14.8                                                                 | 18.8                                                                 | 16.9                                                                 | 16.5                                                                 | 15.3                                                                 | 10.1                                                                 | 10.8                                                                 | 8.3                                                                  | 8.9                                                                  | 10.5                                                                 | 10.5                                                                 | 156                                                                  |
| Số ngày tuyết rơi trung bình                                         | 3.7                                                                  | 1.8                                                                  | 0.4                                                                  | 0                                                                    | 0                                                                    | 0                                                                    | 0                                                                    | 0                                                                    | 0                                                                    | 0                                                                    | 0.1                                                                  | 1.3                                                                  | 7.3                                                                  |
| Độ ẩm tương đối trung bình (%)                                       | 81                                                                   | 81                                                                   | 83                                                                   | 80                                                                   | 79                                                                   | 80                                                                   | 73                                                                   | 75                                                                   | 76                                                                   | 75                                                                   | 78                                                                   | 77                                                                   | 78                                                                   |
| Số giờ nắng trung bình tháng                                         | 54.0                                                                 | 56.3                                                                 | 67.6                                                                 | 96.0                                                                 | 127.8                                                                | 132.7                                                                | 228.8                                                                | 193.3                                                                | 147.2                                                                | 123.7                                                                | 105.9                                                                | 88.0                                                                 | 1.421,3                                                              |
| Phần trăm nắng có thể                                                | 16                                                                   | 18                                                                   | 18                                                                   | 25                                                                   | 31                                                                   | 32                                                                   | 54                                                                   | 48                                                                   | 40                                                                   | 35                                                                   | 33                                                                   | 27                                                                   | 31                                                                   |
| Nguồn: China Meteorological Administration                           |                                                                      |                                                                      |                                                                      |                                                                      |                                                                      |                                                                      |                                                                      |                                                                      |                                                                      |                                                                      |                                                                      |                                                                      |                                                                      |